# Българска екзархия
Вижте пояснителната страница за други значения на Българска екзархия.
Българската екзархия е върховна национална организация на Българската православна църква, учредена с ферман на султан Абдул Азис от 27 февруари 1870 година и просъществувала до 1953 г.

## История

### Предистория
Спорът за установяването на българската национална църква продължава 40 години. Най-напред е поставено искането на българския народ сам да избира свещениците си, които да са от българска националност. Първите градове, които изразяват това желание, са Скопие и Самоков през 1833 година. На тези желания остро се противопоставя Вселенската патриаршия. Изискването за български свещеници и владици се допълва с отслужване на собствена литургия на български език и изграждане на училища. Гръцките свещеници и владици в българските епархии често са прогонвани със сила. Това става в много градове на Тракия, Македония и Мизия.

### Създаване
На 27 февруари 1870 година султанското правителство издава ферман, с който узаконява обособяването на българска църковна йерархия (наречена „екзархия“) от Цариградската патриаршия. По силата на султанския ферман и екзархийския устав, изработен от църковно-народния събор, свикан в Цариград през 1871 г., Българската екзархия е призната за официален представител на българската нация в Османската империя.
В устава и са утвърдени 2 начала:
- съборност (участие на духовници и вярващи в църковното управление) и
- изборност.

Свиканият на 12 февруари 1872 г. Временен съвет на Екзархията избира за пръв български екзарх ловчанския митрополит Иларион. Този избор обаче не е одобрен от Високата порта и на 16 февруари същата година Иларион Ловчански подава оставка и на негово място е избран видинският митрополит Антим I.

### Територия
Териториалният обхват на Екзархията е посочен в член 10 от учредителния ферман:
| „ | Чл. 10. Духовният окръг на тая екзархия ще обема Русенската, Силистренската, Шуменската, Търновската, Софийската, Врачанската, Ловчанската, Видинската, Нишката, Пиротската, Кюстендилската, Самоковската, Велешката, Варненската епархия (без града Варна и без двадесетте наблизо села, които се намират между този град и Кюстенджа, на които жителите не са българи), Сливенския санджак (без градовете Анхиало и Месемврия), Созополската каза (без крайморските села), Пловдивската епархия (без главния град и без град Станимака, както и без селата Куклен, Воден, Арнауткьой Долни Арбанас, Панагия, Ново село, Лясково, Ахлан, Бачково, Белащица, без манастирите Бачковски, „Свети Безсребърници“, „Света Параскева“ и „Свети Георги“). Махалата Света Богородица в града Пловдив ще трябва да влезе също в Българската екзархия, но които от нейните жители не би щели да се подчиняват на Българската Църква и екзархия, ще бъдат волни да се отделят. Подробностите по този въпрос ще се определят по взаимно съгласие между Патриаршията и Българската екзархия според вероизповедния им ред. Освен изброените по-горе и поименувани места ще се позволява да се подчиняват на Българската екзархия по духовните си дела и на всички ония места, жителите на които, всичките или поне двете им третини, би поискали това, стига да се докаже действителността на искането им, но понеже, както се рече, това ще става по желанието и съгласието на всичките жители, или поне на двете им третини, то, ако някой по този повод би се опитвал да произвежда някакъв раздор между жителите, той ще се привлича към отговорност и ще се наказва според законите. | “ |

Така член 10 от фермана разрешава и други, неупоменати във фермана епархии да бъдат признати за български, ако най-малко 2/3 на християнското население в нея го желае. Съобразно този параграф се извършва плебисцит в Македония под контрола на турските власти и Вселенската гръцка патриаршия. Резултатът от този референдум е включването на голяма част от Македония в границите на Българската екзархия. Това са Скопска, Охридска и Битолска епархии. След извоюване на националната независимост се създават още две епархии: Неврокопска и Старозагорска (90-те години на XIX век).
Скоро след това се прекъсва процесът на установяване на българските епархии в Южна Македония. Причина за това са Априлското въстание от 1876 г. и Руско-турската война от 1877 – 1878 г.

## Дейност

### Дейност до 1878 г.
Цариградската патриаршия от своя страна се обявила против образуването на Българската екзархия и на 16 септември 1872 г. я обявила за схизматична, тъй като не признавала върховенството на патриарха. Някои съвременни православни богослови и историци се опитват да ревизират историческото значение на борбата за църковна независимост, интерпретирайки я като несъвместима с църковните канони (изпадането в схизма).
До освобождението на България от османско владичество екзархията съдейства за обединяването на българските земи и ръководи просветното дело в тях. Тя води борба против западната католическа пропаганда, която се стреми да насажда своето влияние сред българския народ. След обявяването на Руско-турската освободителна война 1877 – 1878 г. екзарх Антим I е свален от своя пост и заточен в Мала Азия заради неговата патриотична дейност и проявени симпатии към Русия.
За нов екзарх е избран ловчанският митрополит Йосиф I.

### Дейност след 1878 г.
След Освобождението Българската екзархия съсредоточава своята дейност главно в онези български земи, които по силата на Берлинския договор (1878 г.) остават отново в пределите на Османската империя.
По настояване на българите от Македония, начело с Методий Кусев, и с одобрението на цялото българско обществено мнение, в началото на 1880 г. екзарх Йосиф се завръща в Цариград, за да действа за укрепване и запазване на екзархийското ведомство в останалите под османска власт български земи.
Наред с грижите за поддържане на българските черкви, тя полага усилия за разгръщане и на просветното дело сред българското население в Македония и Одринско. Противопоставя се на засилването на сръбската и гръцката пропаганда в тези области. До избухването на Балканската война (1912 – 1913 г.) влиянието на Българската екзархия в Македония и Одринско се простира в следните епархии: Охридска, Битолска, Скопска, Дебърска, Велешка, Струмишка, Неврокопска, Костурска, Леринска (Мъгленска), Воденска, Солунска, Поленинска (Кукушка), Сярска, Мелнишка, Драмска и Одринска. Първите седем от тях се управляват от български владици, а останалите – от екзархийски наместници.
След разгрома на България в Междусъюзническата война (1913 г.) екзарх Йосиф I премества седалището си в София, а след Първата световна война Екзархията губи епархиите си, останали на територията на Сърбия и Гърция, както и ролята си на защитник на българските национални интереси в тези области.
По това време Българската екзархия губи много от своите архиереи – през 1914 година умират митрополитите Антим Търновски и Кирил Видински, през 1915 година – екзарх Йосиф I, през 1916 година – Макарий Неврокопски, през 1918 година – Йосиф Търновски и Партений Софийски, през 1919 година – Гервасий Сливенски. Някои от катедрите им остават вакантни дълго време, а на други са избрани по-млади духовници. В тази ситуация в Междувоенния период в Светия синод се оформят два лагера, които освен поколенчески и личностни различия имат и разногласия за новата роля на Екзархията като църква преди всичко на Царство България и нейните отношения с държавната власт – от една страна са най-старите архиереи Симеон Варненски и Преславски и Максим Пловдивски с по младите им привърженици Павел Старозагорски и Михаил Доростолски и Червенски, а от друга по-новото поколение митрополити – Неофит Видински, Стефан Софийски и Паисий Врачански.
След смъртта на екзарх Йосиф I през 1915 г. дълго време не се избира нов екзарх, а Екзархията се управлява колективно от Светия синод, начело на който стои наместник-председател. За този период постът „наместник-председател“ е заеман последователно от общо 6 митрополити: Партений Софийски, Василий Доростолски и Червенски, Максим Пловдивски, Климент Врачански, Неофит Видински и бъдещият екзарх Стефан I.
Конфликтът между двата лагера сред архиереите на Екзархията се изостря през 1934 година. По това време Светият синод се състои от четирима митрополити, избирани от общо събрание на митрополитите с двугодишен мандат между митрополитите с четиригодишен стаж. След смъртта на члена на Синода Макарий Неврокопски Светият синод отлага с няколко седмици избора на нов член, така че Паисий Врачански да достигне необходимия четиригодишен стаж, с което предизвикват остри критики на групата около Симеон Варненски, след което двете страни си разменят писма с изключително остри нападки. Паисий Врачански все пак е избран, но другата страна успява да прокара решение на архиереите за промяна на Екзархийския устав, така че Светият синод да включва всички митрополити.
Това не слага край на конфликта който още през следващото лято придобива широка публичност. На 21 юни 1935 година търновският митрополит Филип подава оставка заради влошеното си здраве, а основни кандидати за поста му са викариите на двамата основни опоненти Симеон Варненски и Стефан Софийски – Андрей Велички и Софроний Знеполски. Изборът се провежда на 22 септември и двамата получават съответно 25 и 26 от 48 гласа, след което Светият синод определя Софроний за митрополит. Изборът е оспорван, включително по съдебен ред, като проведеното полицейско разследване установява разпалена агитация и от двете страни, както и активната намеса на временно управляващия епархията митрополит Паисий Врачански и други представители на Светия синод в полза на Софроний. Съдът отхвърля обжалванията и Софроний е утвърден за митрополит от цар Борис III на 6 март 1936 година, но сред общественото мнение остава впечатлението, че Андрей е станал жертва на партизански манипулации на Светия синод.
Същевременно продължават и конфликтите около управлението на Екзархията, като доминираният от групата на Неофит Видински и Стефан Софийски Свети синод създава непрекъснати пречки пред реализирането на приетото решение за включване в Синода на всички архиереи. Това довежда до бойкот от Симеон Варненски, Павел Старозагорски и Михаил Доростолски на изборите за нови членове на Синода. Опитите на митрополит Борис Неврокопски да посредничи между двата лагера остават неуспешни и въпросът е решен едва след намесата в края на 1936 година на цар Борис III, след която през април 1937 година е променен Екзархийският устав и в Светия синод, свикван редовно два пъти в годината, са включени всички митрополити, а функциите на постоянно действащия му намален състав са ограничени.
На 23 октомври 1937 година на 97 години умира митрополит Симеон Варненски. Андрей Велички, който от години е негов викарий и е добре познат във Варна, е основен кандидат за негов наследник. Въпреки това Светият синод успява да осигури избора на 12 декември на свой кандидат – викария на софийския митрополит Йосиф Знеполски – макар след скандала в Търново да действа по-дискретно. Йосиф е обявен за митрополит на 26 декември, но в продължение на месеци не може да отиде в епархията си, където петима епархийски избиратели са осъдени на 6 до 12 месеца затвор за даване и получаване на подкупи в негова полза. С потушаването на поредния скандал в Църквата се ангажират правителството и цар Борис III – с тяхно посредничество Светият синод решава да отстрани епископ Андрей от Варненската епархия, като го назначава за управляващ новоучредената Американска епархия на Българската екзархия.
Със смъртта на Симеон Варненски, изпращането на Андрей Велички в Америка и смъртта на Павел Старозагорски през 1940 година групата на Неофит Видински и Стефан Софийски окончателно се налага в ръководството на Църквата и продължителния конфликт сред архиереите е преодолян.
Назначението е утвърдено с царски указ от 26 февруари 1938 година. На 3 март 1938 година е изпратен тържествено на софийската Централна гара от множество свои привърженици (според някои оценки 3 хиляди души) и от официални лица, сред които министър-председателя Георги Кьосеиванов, министъра на обществените сгради Спас Ганев, началника на Генералния щаб Йордан Пеев, коменданта на царския дворец Христо Бърдаров и кмета на Варна Янко Мустаков.
На 21 януари 1945 г., в катедралната църква „Света София“ в столицата Народно-църковен събор избира Софийския митрополит Стефан за – както се оказва впоследствие – последен Български екзарх.
След като той е принуден от атеистичния комунистически режим да подаде оставка на 6 септември 1948 г., следва още един период от историята на БПЦ, през който тя се управлява от Свети синод, начело с наместник-председател. На този пост се изреждат общо трима владици, последният от които този път е бъдещият патриарх Кирил.
На 10 май 1953 г. свиканият църковен събор прокламира издигането на Българската екзархия в Българска патриаршия. За патриарх е избран пловдивският митрополит Кирил, а след неговата смърт през 1971 г. – ловчанският митрополит Максим.

### Просветна дейност
Екзархията развива активна просветна дейност в Македония и Одринско. Към края на деветнадесети век огромното мнозинство от славянското население в тези области изпраща децата си в български екзархийски училища.
| Година     | Училища | Учители | Ученици | Деца в детски градини | Източник |
| 1886 -1887 | 353     | 516     | 18315   | няма данни            | [ 26 ]   |
| 1896 -1897 | 843     | 1306    | 31719   | 14713                 | [ 25 ]   |
| 1900       | 781     | 1221    | 39973   | няма данни            | [ 27 ]   |
| 1912       | 1196    | 2096    | 70000   | няма данни            | [ 26 ]   |

## Български екзарси
- Иларион (12 – 16 февруари 1872)
- Антим I (16 февруари 1872 – 14 април 1877)
- Йосиф I (24 април 1877 – 20 юни 1915)
- Стефан I (21 януари 1945 – 6 септември 1948)

## Македонски въпрос
Сръбската, гръцката, югославската и северномакедонската историографии представят Екзархията като „българизаторка на Македония“, независимо че македонските ѝ епархии се присъединяват към нея в резултат на плебисцити, на които често са гласували „против“ само православните небългарски жители – по канонични мотиви, а ръководители на Църковната борба като Панарет Пловдивски, Натанаил Охридски, Методи Кусев, Козма Дебърски и други са били родени в Македония.